# Oberea curialis
Oberea curialis är en skalbaggsart som beskrevs av Francis Polkinghorne Pascoe 1866. Oberea curialis ingår i släktet Oberea och familjen långhorningar. Inga underarter finns listade i Catalogue of Life.